# Alex de Melo
Alex de Melo Sousa (Rio de Janeiro, 10 de dezembro de 1994) é um jogador de goalball paralímpico brasileiro. 
Conquistou a medalha de bronze nos Jogos Paralímpicos de Verão de 2016 no Rio de Janeiro, após derrotar a Seleção Sueca de Goallball por 6-5.